# RFA Empire Salvage
RFA «Емпайр Салвейдж» (англ. RFA Empire Salvage) — допоміжне військове судно, флотський танкер-заправник типу «Дейл» виробництва Нідерландів, що перебував на озброєнні Королівського допоміжного флоту Великої Британії за часів Другої світової війни.
Танкер був закладений на верфі RDM у Роттердамі для голландських замовників Van Ommeren, де 17 квітня 1940 року судно спустили на воду, і незабаром мали завершити як «Papendrecht». 16 травня 1940 року, в ході вторгнення німецького вермахту до Голландії, недобудоване судно захопили німці й перетворили на німецьке військово-морське судно постачання, перейменоване на «Lothringen». 21 січня 1941 року «Лотарингія» увійшла до складу сил забезпечення Крігсмаріне.
Допоміжне судно діяло як судно забезпечення в операції «Рейнюбунг», підтримуючи рейдові дії лінкора «Бісмарк» з важким крейсером «Принц Ойген».
15 червня 1941 року «Лотарингія», що напередодні отримала невеликі пошкодження внаслідок авіанальоту літаків з авіаносця «Ігл», було захоплено неушкодженим північно-західніше островів Кабо-Верде, британським крейсером «Данедін» під час операції «Салвейдж». Судно прийняли на озброєння Адміралтейства з екіпажем Допоміжного Королівського флоту. У 1941 році його перейменували на «Емпайр Салвейдж» і танкер служив союзникам до кінця війни. Після війни його повернули власникам.

## Бойовий шлях

### 1945
24 січня 1945 року британці провели черговий наліт у ході операції «Меридіан» на об'єкти нафтової промисловості в Палембанг.